# 紫金寺 (昂仁县)
紫金寺，位于西藏自治区日喀则地区昂仁县，是一座藏传佛教觉囊派寺院。21世纪初，该寺已成为觉囊派重返西藏后在西藏的祖寺。

## 简介
2010年，奉四川省壤塘县藏瓦寺的吉美多杰法王派遣，阿旺·洛桑群培与丹白迦参共同开始重建紫金寺，并将该寺定为藏传佛教觉囊派300余年后返回西藏中兴的祖庭。紫金寺的主体建筑早已荡然无存，仅余一片废墟。2010年夏，紫金寺的重建获得国家宗教部门审批通过。但因昂仁县位于偏远山区，是26个国家级贫困县之一，依靠当地政府财政部门及僧俗本身的能力难以重建寺庙。2010年时，紫金寺常住僧人大约140多人，由于没有大经堂，僧人无法全部进入大殿参加例行的早、晚功课，也无法举办大型法会，夏季只能在紫金寺附近的草地旁边露天开法会。